# П'ятий бітл
П'ятий бітл — неформальна назва, що використовується у пресі та музичній індустрії, стосовно осіб, які пов'язані з британським біт-рок-гуртом The Beatles (Джон Леннон, Пол Маккартні, Джордж Гаррісон і Рінго Старр) у різні часи його діяльності. Так називають музикантів, що брали участь у записі пісень гурту, авторів пісень, менеджерів групи.

## Ранні учасники гурту
- Стюарт Саткліфф — бас-гітарист гурту (січень 1960 — червень 1961)
- Піт Бест — один із перших постійних ударників гурту (1960–1962 роки), його замінив Рінго Стар.

## Учасники записів
- Біллі Престон — американський клавішник, записав сингл з бітлівськими піснями «Get Back/Don't Let Me Down», що був виданий під назвою «Бітлз» із Біллі Престоном". Він також грав з гуртом на даху одного з будинків Лондона 30 січня 1969 року.
- Енді Вайт — барабанщик, брав участь у 1962 році в записі пісень «Love Me Do» і «P. S. I Love You»

## Автори пісень
- Тоні Шерідан — співак і гітарист з Великої Британії, називають ще «старший брат The Beatles», «хрещений батько Бітлз». Запис у 1961 році його пісень «My Bonnie», «The Saints» і «Why (Can't You Love Me Again)» стали першим студійним записом The Beatles у першому складі.
- Джордж Генрі Мартін — британський музичний продюсер, аранжувальник і композитор. Продюсував майже всі платівки групи.

## Продюсери
- Браян Епштейн — британський підприємець, менеджер популярного гурту The Beatles з 1962 по 1967 рік. «П'ятим бітлом» його називали самі учасники гурту.